# Jeffrey Marsh
Jeffrey Marsh (York, 7 juli 1977) is een Amerikaanse schrijver, acteur en activist die veelal via sociale media bekendheid heeft gekregen. Video's van Marsh gaan regelmatig viraal en zijn te vinden op Vine, Instagram en TikTok. Marsh identificeert zich als non-binair en behandelt een verscheidenheid aan onderwerpen via hun inhoud, waaronder LHBT+-kwesties, geestelijke gezondheid en persoonlijke ontwikkeling.

## Jeugd en opleiding
Marsh werd geboren in York, Pennsylvania, en groeide op op een boerderij. Marsh vertelt vaak hoe die zich onbegrepen heeft gevoeld in  die tijd. Marsh studeerde aan de University of the Arts in Philadelphia en behaalde een Bachelor in muziektheater. In Philadelphia was Marsh performancekunstenaar. Daarnaast organiseerde die wekelijks een cabaret in L'Etage, dat werd geproduceerd door Robert Drake van WXPN openbare radio. Marsh's show, An Evening With Jeffrey Marsh, was een van de grondleggers van het Philadelphia Gay & Lesbian Theatre Festival.
Voordat Marsh een internetberoemdheid en leider in de LHBT-gemeenschap werd, verhuisde Marsh naar New York om er een carrière in het cabaret na te streven.
Daar begon die in 2007 op te treden als onderdeel van de cabaretscene in de stad. Marsh verscheen op populaire locaties, waaronder Joe's Pub  en Don't Tell Mama. Op Dixon Place speelden Marsh in Julian, een musical uit 2010 gebaseerd op het leven van Vaudeville-artiest Julian Eltinge. In 2012 kreeg Marsh de opdracht om een performance-kunstwerk te maken ter ere van Richard Simmons in het Museum of Art and Design.

### Sociale media
Marsh's video's op Vine bevatten meestal een bevestigende of bekrachtigende statement die rechtstreeks aan de camera wordt geleverd. Marsh's meest populaire Vine tot nu toe, met meer dan 26 miljoen loops, is een video waarin Marsh zegt: "Ik kan de toekomst voorspellen, en het komt goed met je." Het is de Vine waarvan Bustle beweert dat het "Tumblr gebroken heeft met zijn grootsheid".
Mashable was het eerste reguliere mediakanaal dat Marsh de "anti-bullebak" van het internet noemde.  De Huffington Post heeft over Marsh gezegd: "In het technologische tijdperk is het gezicht van activisme mee geëvolueerd met de manier waarop we communiceren. Marsh maakt deel uit van een generatie LGBTQ-activisten die via sociale media de gedachten en percepties veranderen in delen van de wereld waar mensen in hun dagelijks leven misschien geen vreemd persoon tegenkomen." Digg beschreef de algemene boodschap van Marsh als: "Wees jezelf. Wees blij met jezelf. Wees meer op je gemak met je eigenheid - en omarm ze en geniet ervan."
Marsh is de officiële social media-ambassadeur en correspondent op de rode loper van het Gay, Lesbian, and Straight Education Network (GLSEN), en werkt nauw samen met de organisatie aan hun #BeYourSelfie-campagne. Marsh interviewde verschillende beroemdheden, waaronder Zachary Quinto en JJ Abrams, op de rode loper bij de GLSEN Respect Awards 2015.
Marsh creëerde een Vine voor GLAAD's #LoveWins-campagne en hielp bij het opzetten van de #GotYourBack-campagne. Marsh heeft ook samengewerkt met The Trevor Project om zelfmoord onder tieners te voorkomen, via hun hashtag-campagne #HeartYourself.
Marsh creëerde zelf ook de campagnes #NoTimeToHate en #DontSayThatsSoGay op Vine om homofobie te bestrijden en de genderqueer/non-binaire identiteit onder de aandacht te brengen.
Over Vine vertelde Marsh tegen Digg: "Ik maak Vines als een tijdmachine, ik maak ze voor mijn 10-jarige zelf in Pennsylvania op de boerderij. Want, zo heb ik ontdekt, er zijn veel 10-jarige 'ik'en'. Mijn video's op Vinezijn een manier om genezing te brengen aan iedereen, ook aan mij." Een van Marsh's Vines werd gekozen als nummer 5 in BuzzFeed's lijst van de beste Vines van 2014. Het toont Marsh die zegt: "Vergeet niet: je hebt evenveel recht om hier te zijn als ieder ander." Vanwege hun virale populariteit kregen ze van Digg de titel "Vine's Transgender Superheroine". In 2016 beschreef CBS Marsh als "de meest geliefde anti-pestkop van het internet".

### Andere media
Marsh levert regelmatig bijdragen aan The Huffington Post. In augustus 2016 bracht Marsh hun eerste boek How to Be You uit via Penguin Random House. Het boek is Marsh's eigen verhaal over "geweldig ontplooien in een klein boerendorpje" en dient ook als werkboek, dat lezers uitnodigt om deel te nemen aan activiteiten en vragen te beantwoorden over hoe ze de dingen doen die ze doen. NBC News beschrijft het boek als "Deel memoires, deels zelfhulp, maar ook een werkboek" en "'een liefdesbrief' aan Marsh's 11-jarige zelf." Marsh zei in een interview met Digital Journal dat het boek is beïnvloed door hun beoefening van het boeddhisme.
Samen met de release van het boek How to Be You, werd Marsh ook een regelmatige schrijver voor Time magazine en Oprah.com.
Nadat The New York Times een cartoon had getweet waarin presidenten Donald Trump en Vladimir Poetin als homoliefhebbers worden afgebeeld, zei Marsh: "Er lijkt geen grotere belediging te zijn dan iemand met een queer te vergelijken. Voor een LHBTQ-jongere is het geen witte ruis. Als het op hun feed verschijnt, voelt het als een directe en persoonlijke aanval, en om een groep te hebben die zo goed aangeschreven staat als de New York Times die je persoonlijk aanvalt, dat voelt verschrikkelijk."

## Kritiek
Marshs video's hebben kritiek gekregen omdat ze gericht zijn op kinderen, en omdat ze minderjarigen bijvoorbeeld advies geven over hoe ze het contact met hun ouders kunnen verbreken.
Begin 2023 postte Shumirun Nessa - een Britse TikToker - een video waarin ze Marsh opriep om "kinderen niet langer te vertellen dat ze naar je Patreon-account kunnen gaan en privé met je kunnen chatten zonder dat hun ouders het weten". Volgens Nessa hadden volgers van Marsh naar aanleiding hiervan de identiteit van haar en haar kinderen onthuld en was haar auto vernield.
In een interview met Rolling Stone Magazine geeft Marsh aan dat diens filmpjes niet op kinderen gericht zijn. Rolling Stone plaatst de kritiek in een groter context van een rechts narratief.

## Privéleven
Marsh is non-binair en gebruikt "Mx." als een genderneutrale titel. Marsh heeft zich ook op verschillende momenten geïdentificeerd als een homoseksuele man, queer, genderqueer en genderfluid. Daarnaast is Marsh boeddhist.